# Půlnoc v zahradě dobra a zla
Půlnoc v zahradě dobra a zla (v originále Midnight in the Garden of Good and Evil) je americký hraný film z roku 1997, který režíroval Clint Eastwood podle stejnojmenného románu Johna Berendta. Film zachycuje příběh sběratele umění, který je obviněn z vraždy prostituta.

## Děj
Spisovatel John Kelso přilétá z New Yorku do Savannah, aby napsal do časopisu reportáž o vánočním večírku, který každoročně pořádá zdejší výstřední sběratel umění Jim Williams. Avšak po večírku dojde v domě ke střelbě. Zastřeleným je prostitut Billy Hanson, se kterým Jim Williams udržoval utajený poměr. Jim Williams policii tvrdí, že jej zastřelil v sebeobraně. John Kelsose rozhodne ve městě zůstat a místo novinového článku se rozhodne napsat o události knihu. Williamsův právník Sonny Seiler mu poskytne příslušné kontakty. Kelso tak potkává transsexuála Chablis Deveau, dále Minervu, která praktikuje vúdú nebo Serenu Dawes, bývalou herečku v němých filmech. V následném soudním procesu je Williams očištěn, ale krátce poté umírá. Kelso se rozhodne v Savannah zůstat.

## Obsazení
| Kevin Spacey      | Jim Williams    |
| John Cusack       | John Kelso      |
| Jack Thompson     | Sonny Seiler    |
| Irma P. Hall      | Minerva         |
| Jude Law          | Billy Hanson    |
| Alison Eastwood   | Mandy Nicholls  |
| Paul Hipp         | Joe Odom        |
| The Lady Chablis  | Chablis Deveau  |
| Kim Hunter        | Betty Harty     |
| Geoffrey Lewis    | Luther Driggers |
| Bob Gunton        | Finley Largent  |
| Richard Herd      | Henry Skerridge |
| Leon Rippy        | detektiv Boone  |
| Sonny Seiler      | soudce White    |
| Dorothy Loudon    | Serena Dawes    |
| Michael Rosenbaum | George Tucker   |